# Frances Dove
Pour les articles homonymes, voir Dove.
Jane Frances Dove (née le 27 juin 1847 à Bordeaux et morte le 21 juin 1942 à High Wycombe, est une enseignante et directrice d'école britannique, fondatrice de l'école Wycombe Abbey (en). 

## Biographie
Frances Dove naît à Bordeaux, fille aînée du pasteur anglican John Thomas Dove et de son épouse Jane Ding, originaire de Dunsby, dans le Lincolnshire. Son père est d'abord vicaire à Christchurch Marylebone et la famille vit à Londres. Frances Dove est éduquée à domicile avec ses frères, par leur père. Lorsque son père est nommé curé de la paroisse de Cowbit, dans le Lincolnshire, elle est pensionnaire durant une année, mais elle ne s'y plaît pas du tout et rentre au domicile familial à Cowbit, où elle suit l'éducation de ses jeunes frères et sœurs et aide dans la paroisse. En 1871, alors âgée de 24 ans, elle entend parler du Girton College, collège pour femmes qui a ouvert deux ans avant à Cambridge et elle prépare l'examen d'entrée. Elle est reçue, 6e étudiante admise sur onze candidates, avec une note remarquable en arithmétique. Le collège est alors installée à Hirton, et elle connaît l'installation à Girton en 1873. Elle passe les « tripos » de sciences naturelles et est autorisée à suivre les cours d'anatomie, de physiologie et de chimie de l'université de Cambridge. Elle finit ses études en 1874, mais l'université de Cambridge ne délivre pas de diplômes aux femmes. Elle obtient en 1905 un master délivré par Trinity College de Dublin en tant que diplôme ad eundem, en tant que Steamboat ladies. 
Elle enseigne déjà au Cheltenham Ladies' College durant ses études universitaires, puis en 1877, rejoint l'équipe enseignante de l'école de filles St Andrews, en Écosse, dirigée par Louisa Lumsden. Lorsque celle-ci démissionne en 1882, elle lui succède à la tête de l'école. Sous son mandat de directrice, l'école s'installe dans de nouveaux bâtiments et prend son nom actuel de St Leonards. Elle assure la transition entre le temps pionnier et l'institutionnalisation de l'école et, lorsqu'elle donne sa démission en 1895, le nombre d'élèves a doublé. Elle travaille à la fondation d'une école en Angleterre, qui offre les mêmes possibilités d'éducation que celles que les garçons reçoivent dans les Public schools, et, dans cette perspective, elle crée en 1896 une association susceptible de récolter les fonds nécessaires, la Girls' Education Company. L'association acquiert les bâtiments de Wycombe Abbey, près de High Wycombe, et l'école dont elle prend la direction ouvre en septembre 1896, accueillant quarante élèves. 
Elle estime que les activités d'éducation physique et sportive doivent faire partie intégrante du programme scolaire proposé aux jeunes filles de Wycombe Abbey et elle introduit la pratique du cricket, du hockey et du jeu de crosse. Les élèves doivent prendre un bain quotidien. Le programme intègre aussi des activités de jardinage et d'ébénisterie, mais laisse peu de place à la musique, dont Frances Dove estime qu'elle peut trop stimuler la sensibilité des élèves si elles y passent trop de temps.
Frances Dove estime que la scolarité est une préparation à une vie au service de la communauté : elle encourage les élèves à participer à des activités altruistes durant leur temps à l'école ou dans le choix de leur profession. Elle-même exerce des responsabilités sociales. Elle est élue au conseil d'arrondissement de High Wycombe de 1907 à 1913. Elle inaugure un centre d'action sociale municipal en 1906  et s'intéresse particulièrement aux actions menées en faveur des enfants handicapés et des jeunes filles pensionnaires de workhouses. Enfin, elle est juge de paix en 1921. Elle fait partie du conseil d'administration de Girton College de 1902 à 1924, puis elle est nommée gouverneur à vie du collège.
Elle prend sa retraite en 1910, alors que l'école compte 230 élèves et cinquante « mistresses » (enseignantes), et elle offre une bourse d'études à l'école. Elle est nommée dame commandeur de l'ordre de l'Empire britannique en janvier 1928. En 1933, elle offre le vitrail qui porte son nom à l'église All Saints, de High Wycombe, pour rendre hommage aux accomplissements des femmes à travers les âges. Elle meurt le 21 juin 1942, à son domicile de High Wycombe.

## Publications
- Work and Play in Girls' Schools, avec Dorothea Beale et Lucy Soulsby, 1898